# Kevin Doukoure
Kevin Doukoure Grobry (Séguéla, 30 marzo 1999) è un calciatore ivoriano, centrocampista dell'Argeș Pitești.

## Carriera
Cresciuto nel settore giovanile dell'AFAD Djekanou, nel gennaio 2020 viene acquistato dagli sloveni del Tabor Sežana; in due stagioni e mezza totalizza 74 presenze e due reti. Il 3 giugno 2022 firma un contratto biennale con il Farul Costanza, squadra della massima serie rumena.

## Statistiche

### Presenze e reti nei club
Statistiche aggiornate al 7 febbraio 2023.
| Stagione            | Squadra             | Campionato          | Campionato | Campionato | Coppe nazionali | Coppe nazionali | Coppe nazionali | Coppe continentali | Coppe continentali | Coppe continentali | Altre coppe | Altre coppe | Altre coppe | Totale | Totale |
| Stagione            | Squadra             | Comp                | Pres       | Reti       | Comp            | Pres            | Reti            | Comp               | Pres               | Reti               | Comp        | Pres        | Reti        | Pres   | Reti   |
| ------------------- | ------------------- | ------------------- | ---------- | ---------- | --------------- | --------------- | --------------- | ------------------ | ------------------ | ------------------ | ----------- | ----------- | ----------- | ------ | ------ |
| gen.-giu. 2020      | Tabor Sežana        | 1.SNL               | 9          | 1          | CS              | -               | -               |                    | -                  | -                  |             | -           | -           | 9      | 1      |
| 2020-2021           | Tabor Sežana        | 1.SNL               | 30         | 0          | CS              | 1               | 1               |                    | -                  | -                  |             | -           | -           | 31     | 1      |
| 2021-2022           | Tabor Sežana        | 1.SNL               | 31+2       | 0          | CS              | 1               | 0               |                    | -                  | -                  |             | -           | -           | 34     | 0      |
| Totale Tabor Sežana | Totale Tabor Sežana | Totale Tabor Sežana | 70+2       | 1+0        |                 | 2               | 1               |                    | -                  | -                  |             | -           | -           | 74     | 2      |
| 2022-2023           | Farul Costanza      | L1                  | 20         | 1          | CR              | 3               | 0               |                    | -                  | -                  |             | -           | -           | 23     | 1      |
| Totale carriera     | Totale carriera     | Totale carriera     | 92         | 2          |                 | 5               | 1               |                    | -                  | -                  |             | -           | -           | 97     | 3      |

## Palmarès

### Club

#### Competizioni nazionali
- Campionato rumeno: 1

Farul Costanza: 2022-2023
- Liga II: 1

Argeș Pitești: 2024-2025